# Belmont, Isère
Belmont är en kommun i departementet Isère i regionen Auvergne-Rhône-Alpes i sydöstra Frankrike. Kommunen ligger i kantonen Le Grand-Lemps som tillhör arrondissementet La Tour-du-Pin. År 2022 hade Belmont 624 invånare.

## Befolkningsutveckling
Antalet invånare i kommunen Belmont
Referens:INSEE